# Campionato europeo maschile di pallacanestro 1987
Il 25º Campionato Europeo Maschile di Pallacanestro FIBA (noto anche come FIBA EuroBasket 1987) si è tenuto dal 3 al 14 giugno 1987 al Pireo, in Grecia.
I Campionati europei maschili di pallacanestro sono una manifestazione biennale tra le squadre nazionali organizzata dalla FIBA Europe.

## Sede delle partite
| Città    | Impianto                          | Impianto | Capienza |
| -------- | --------------------------------- | -------- | -------- |
| Il Pireo | Stadio della pace e dell'amicizia |          | 17.000   |

## Partecipanti
Partecipano dodici nazionali divise in due gruppi da sei squadre.
| Gruppo A                                                              | Gruppo B                                                                     |
| --------------------------------------------------------------------- | ---------------------------------------------------------------------------- |
| - Francia - Grecia - Jugoslavia - Romania - Unione Sovietica - Spagna | - Germania Ovest - Israele - Italia - Paesi Bassi - Polonia - Cecoslovacchia |

## Prima fase
La vincente di ogni gara si aggiudica due punti, la perdente uno. Le prime quattro di ogni girone accedono alla fase finale, le ultime due partecipano alla fase di consolazione.

### Gruppo A
| Gara | Team 1           | Team 2           | 1.T.  | 2.T.  | Supp. | Finale |
| ---- | ---------------- | ---------------- | ----- | ----- | ----- | ------ |
| A1   | Spagna           | Francia          | 48:34 | 63:36 | –     | 111:70 |
| A2   | Romania          | Grecia           | 49:60 | 28:49 | –     | 77:109 |
| A3   | Jugoslavia       | Unione Sovietica | 41:44 | 52:56 | –     | 93:100 |
| A4   | Romania          | Spagna           | 51:70 | 47:46 | –     | 98:116 |
| A5   | Unione Sovietica | Francia          | 55:37 | 52:41 | –     | 107:78 |
| A6   | Jugoslavia       | Grecia           | 49:42 | 29:42 | –     | 78:84  |
| A7   | Unione Sovietica | Romania          | 66:29 | 55:45 | –     | 121:74 |
| A8   | Grecia           | Spagna           | 38:55 | 51:51 | –     | 89:106 |
| A9   | Jugoslavia       | Francia          | 50:46 | 38:37 | –     | 88:83  |
| A10  | Francia          | Romania          | 46:47 | 49:36 | –     | 95:83  |
| A11  | Jugoslavia       | Spagna           | 54:36 | 40:40 | –     | 94:76  |
| A12  | Grecia           | Unione Sovietica | 37:30 | 29:39 | –     | 66:69  |
| A13  | Jugoslavia       | Romania          | 69:43 | 51:35 | –     | 120:78 |
| A14  | Spagna           | Unione Sovietica | 51:45 | 37:59 | –     | 88:104 |
| A15  | Francia          | Grecia           | 38:38 | 31:44 | –     | 69:82  |

### Gruppo B
| Gara | Team 1         | Team 2         | 1.T.  | 2.T.  | Supp. | Finale  |
| ---- | -------------- | -------------- | ----- | ----- | ----- | ------- |
| B1   | Israele        | Cecoslovacchia | 44:40 | 55:43 | –     | 99:83   |
| B2   | Polonia        | Paesi Bassi    | 41:45 | 50:39 | –     | 91:84   |
| B3   | Italia         | Germania Ovest | 46:38 | 38:40 | –     | 84:78   |
| B4   | Israele        | Paesi Bassi    | 24:43 | 36:18 | –     | 60:61   |
| B5   | Polonia        | Italia         | 44:51 | 41:48 | –     | 85:99   |
| B6   | Cecoslovacchia | Germania Ovest | 48:31 | 47:41 | –     | 95:72   |
| B7   | Paesi Bassi    | Italia         | 33:43 | 38:52 | –     | 71:95   |
| B8   | Israele        | Germania Ovest | 40:49 | 58:49 | 9:14  | 107:112 |
| B9   | Cecoslovacchia | Polonia        | 46:49 | 38:38 | –     | 84:87   |
| B10  | Germania Ovest | Polonia        | 43:48 | 47:38 | –     | 90:86   |
| B11  | Paesi Bassi    | Cecoslovacchia | 40:48 | 49:60 | –     | 89:108  |
| B12  | Israele        | Italia         | 41:56 | 38:43 | –     | 79:99   |
| B13  | Germania Ovest | Paesi Bassi    | 36:45 | 40:30 | –     | 76:75   |
| B14  | Israele        | Polonia        | 45:43 | 32:40 | –     | 77:83   |
| B15  | Italia         | Cecoslovacchia | 48:40 | 42:26 | –     | 90:66   |

## Fase Finale

### Torneo 9° 12º posto
Le squadre eliminate nella prima fase si affrontano in un torneo ad eliminazione diretta per determinare le posizioni dalla nona alla dodicesima.
|  | Semifinali  | Semifinali  | Semifinali  |             |         | Nono Posto       | Nono Posto       | Nono Posto       |  |
|  |             |             |             |             |         |                  |                  |                  |  |
|  | Francia     | Francia     | 96          |             |         |                  |                  |                  |  |
|  | Francia     | Francia     | 96          |             |         |                  |                  |                  |  |
|  | Israele     | Israele     | 93          |             |         |                  |                  |                  |  |
|  | Israele     | Israele     | 93          |             | Francia | Francia          | 94               |                  |  |
|  |             |             |             |             | Francia | Francia          | 94               |                  |  |
|  |             |             | Paesi Bassi | Paesi Bassi | 80      |                  |                  |                  |  |
|  | Romania     | Romania     | Paesi Bassi | Paesi Bassi | 80      | 87               |                  |                  |  |
|  | Romania     | Romania     |             |             |         | 87               |                  |                  |  |
|  | Paesi Bassi | Paesi Bassi | 88          |             |         | Undicesimo Posto | Undicesimo Posto | Undicesimo Posto |  |
|  | Paesi Bassi | Paesi Bassi | 88          |             |         |                  |                  |                  |  |
|  |             |             |             |             |         |                  |                  |                  |  |
|  |             |             |             |             |         | Israele          | Israele          | 97               |  |
|  |             |             |             |             |         | Israele          | Israele          | 97               |  |
|  |             |             |             |             |         | Romania          | Romania          | 87               |  |

| Gara | Team 1  | Team 2      | 1.T.  | 2.T.  | Supp. | Finale |
| ---- | ------- | ----------- | ----- | ----- | ----- | ------ |
| 35   | Francia | Israele     | 44:50 | 52:43 | –     | 96:93  |
| 36   | Romania | Paesi Bassi | 35:55 | 52:33 | –     | 87:88  |
| 41   | Israele | Romania     | 49:43 | 48:44 | –     | 97:87  |
| 42   | Francia | Paesi Bassi | 43:53 | 51:27 | –     | 94:80  |

### Torneo finale
Le squadre qualificatesi per il turno finale si incontrano in un torneo ad eliminazione diretta.
|  | Quarti di finale | Quarti di finale |                  |            | Semifinali                | Semifinali                |  |  | Finale | Finale |
|  |                  |                  |                  |            |                           |                           |  |  |        |        |
|  | 31               |                  |                  |            |                           |                           |  |  |        |        |
|  |                  |                  |                  |            |                           |                           |  |  |        |        |
|  | Unione Sovietica | 110              |                  |            |                           |                           |  |  |        |        |
|  | Unione Sovietica | 110              | 39               |            |                           |                           |  |  |        |        |
|  | Cecoslovacchia   | 91               |                  |            |                           |                           |  |  |        |        |
|  | Cecoslovacchia   | 91               | Unione Sovietica | 113        |                           |                           |  |  |        |        |
|  | 32               |                  | Unione Sovietica | 113        |                           |                           |  |  |        |        |
|  |                  | Spagna           | 96               |            |                           |                           |  |  |        |        |
|  | Spagna           | Spagna           | 96               | 107        |                           |                           |  |  |        |        |
|  | Spagna           |                  | 46               | 107        |                           |                           |  |  |        |        |
|  | Germania Ovest   | 77               |                  |            |                           |                           |  |  |        |        |
|  | Germania Ovest   | 77               | Unione Sovietica | 101        |                           |                           |  |  |        |        |
|  | 33               |                  | Unione Sovietica | 101        |                           |                           |  |  |        |        |
|  |                  | Grecia           | 103              |            |                           |                           |  |  |        |        |
|  | Italia           | Grecia           | 103              | 78         |                           |                           |  |  |        |        |
|  | Italia           | 40               |                  | 78         |                           |                           |  |  |        |        |
|  | Grecia           | 90               |                  |            |                           |                           |  |  |        |        |
|  | Grecia           | 90               | Grecia           | 81         | Finale per il terzo posto | Finale per il terzo posto |  |  |        |        |
|  | 34               |                  | Grecia           | 81         | Finale per il terzo posto | Finale per il terzo posto |  |  |        |        |
|  |                  | Jugoslavia       | 77               |            |                           |                           |  |  |        |        |
|  | Polonia          | Jugoslavia       | 77               | 81         | Spagna                    | 87                        |  |  |        |        |
|  | Polonia          |                  |                  | 81         | Spagna                    | 87                        |  |  |        |        |
|  | Jugoslavia       | 128              |                  | Jugoslavia | 98                        |                           |  |  |        |        |
|  | Jugoslavia       | 128              |                  |            | 98                        |                           |  |  |        |        |
|  |                  |                  |                  |            |                           |                           |  |  | 44     |        |
|  |                  |                  |                  |            |                           |                           |  |  |        |        |

### Torneo 5º - 8º posto
|  | Semifinali     | Semifinali     | Semifinali |        |                | Quinto Posto   | Quinto Posto   | Quinto Posto  |  |
|  |                |                |            |        |                |                |                |               |  |
|  | Cecoslovacchia | Cecoslovacchia | 91         |        |                |                |                |               |  |
|  | Cecoslovacchia | Cecoslovacchia | 91         |        |                |                |                |               |  |
|  | Germania Ovest | Germania Ovest | 93         |        |                |                |                |               |  |
|  | Germania Ovest | Germania Ovest | 93         |        | Germania Ovest | Germania Ovest | 84             |               |  |
|  |                |                |            |        | Germania Ovest | Germania Ovest | 84             |               |  |
|  |                |                | Italia     | Italia | 87             |                |                |               |  |
|  | Italia         | Italia         | Italia     | Italia | 87             | 93             |                |               |  |
|  | Italia         | Italia         |            |        |                | 93             |                |               |  |
|  | Polonia        | Polonia        | 75         |        |                | Settimo Posto  | Settimo Posto  | Settimo Posto |  |
|  | Polonia        | Polonia        | 75         |        |                |                |                |               |  |
|  |                |                |            |        |                |                |                |               |  |
|  |                |                |            |        |                | Cecoslovacchia | Cecoslovacchia | 92            |  |
|  |                |                |            |        |                | Cecoslovacchia | Cecoslovacchia | 92            |  |
|  |                |                |            |        |                | Polonia        | Polonia        | 96            |  |

### Quarti di finale
| Gara | Team 1           | Team 2         | 1.T.  | 2.T.  | Supp. | Finale |
| ---- | ---------------- | -------------- | ----- | ----- | ----- | ------ |
| 31   | Unione Sovietica | Cecoslovacchia | 55:51 | 55:40 | –     | 110:91 |
| 32   | Spagna           | Germania Ovest | 56:34 | 51:43 | –     | 107:77 |
| 33   | Italia           | Grecia         | 35:49 | 43:41 | –     | 78:90  |
| 34   | Polonia          | Jugoslavia     | 33:58 | 48:70 | –     | 81:128 |

### Semifinali
- 5º - 8º posto

| Gara | Team 1         | Team 2         | 1.T.  | 2.T.  | Supp. | Finale |
| ---- | -------------- | -------------- | ----- | ----- | ----- | ------ |
| 37   | Cecoslovacchia | Germania Ovest | 44:50 | 47:43 | –     | 91:93  |
| 38   | Italia         | Polonia        | 44:32 | 49:43 | –     | 93:75  |

- 1º - 4º posto

| Gara | Team 1           | Team 2     | 1.T.  | 2.T.  | Supp. | Finale |
| ---- | ---------------- | ---------- | ----- | ----- | ----- | ------ |
| 39   | Unione Sovietica | Spagna     | 55:47 | 58:49 | –     | 113:96 |
| 40   | Grecia           | Jugoslavia | 35:45 | 46:32 | –     | 81:77  |

### Finali
- 7º - 8º posto

| Gara | Team 1         | Team 2  | 1.T.  | 2.T.  | Supp. | Finale |
| ---- | -------------- | ------- | ----- | ----- | ----- | ------ |
| 43   | Cecoslovacchia | Polonia | 52:45 | 40:51 | –     | 92:96  |

- 5º - 6º posto

| Gara | Team 1         | Team 2 | 1.T.  | 2.T.  | Supp. | Finale |
| ---- | -------------- | ------ | ----- | ----- | ----- | ------ |
| 45   | Germania Ovest | Italia | 44:51 | 40:36 | –     | 84:87  |

- 3º - 4º posto

| Gara | Team 1 | Team 2     | 1.T.  | 2.T.  | Supp. | Finale |
| ---- | ------ | ---------- | ----- | ----- | ----- | ------ |
| 44   | Spagna | Jugoslavia | 51:42 | 36:56 | –     | 87:98  |

- 1º - 2º posto

| Gara | Team 1           | Team 2 | 1.T.  | 2.T.  | Supp. | Finale  |
| ---- | ---------------- | ------ | ----- | ----- | ----- | ------- |
| 46   | Unione Sovietica | Grecia | 41:42 | 48:47 | 12:14 | 101:103 |

## Classifica finale
| Campione d'Europa | Campione d'Europa | Campione d'Europa | Campione d'Europa |
| --- | ----------------- | --- | ----------------- |
| Grecia4 Galīs, 5 Stauropoulos, 6 Giannakīs, 7 Kampourīs, 8 Linardos, 9 Karatzas, 10 Rōmanidīs, 11 Filippou, 12 Andritsos, 13 Fasoulas, 14 Iōannou, 15 Christodoulou, All. Kōstas Politīs |                   | |                   |
| Argento | Unione Sovietica  | Unione Sovietica4 Volkov, 5 Enden, 6 Tarakanov, 7 Chomičius, 8 Babenko, 9 Tichonenko, 10 Valters, 11 Tkačenko, 12 Marčiulionis, 13 Jovaiša, 14 Pankraškin, 15 Hoborov, All. Aleksandr Gomel'skij |                   |
| Bronzo | Jugoslavia        | Jugoslavia4 D. Petrović, 5 A. Petrović, 6 Đorđević, 7 Kukoč, 8 Paspalj, 9 Grbović, 10 Radović, 11 Vranković, 12 Radovanović, 13 Divac, 14 Rađa, 15 Cvjetićanin, All. Krešimir Ćosić              |                   |
| 4. | Spagna            | Spagna4 Villacampa, 5 Zapata, 6 Sibilio, 7 Margall, 8 Jiménez, 9 Romay, 10 Montero, 11 F. Arcega, 12 Solozábal, 13 Martínez, 14 J.Á. Arcega, 15 Epi, All. Antonio Díaz-Miguel                    |                   |
| 5. | Italia            | Italia4 Montecchi, 5 Gentile, 6 Magnifico, 7 Tonut, 8 Iacopini, 9 Brunamonti, 10 Villalta, 11 Gilardi, 12 Riva, 13 Morandotti, 14 Costa, 15 Carera, All. Valerio Bianchini                       |                   |
| 6. | Germania Ovest    | Germania Ovest4 Andres, 5 Körner, 6 Koch, 7 Harnisch, 8 Kujawa, 9 Welp, 10 Meyer, 11 Pappert, 12 Gnad, 13 Wadehn, 14 Behnke, 15 Jackel, All. Ralph Klein                                         |                   |
| 7. | Polonia           | Polonia4 Zelig, 5 Prostak, 6 Boryca, 7 Sobczyński, 8 Jechorek, 9 Binkowski, 10 Szczubiał, 11 Kobylański, 12 Fiedler, 13 Kołodziejczak, 14 Wardach, 15 Fikiel, All. Andrzej Kuchar                |                   |
| 8. | Cecoslovacchia    | Cecoslovacchia4 Skála, 5 Žuffa, 6 Havlík, 7 Rajniak, 8 Kropilák, 9 Michalko, 10 Okáč, 11 Matický, 12 Krejčí, 13 Brabenec, 14 Svitek, 15 Jelínek, All. Pavel Petera                               |                   |
| 9. | Francia           | Francia4 Hufnagel, 5 Demory, 6 Cham, 7 Dacoury, 8 Monetti, 9 Ostrowski, 10 Bressant, 11 Dubuisson, 12 Hersin, 13 Deganis, 14 Beugnot, 15 Vestris, All. Jean Galle                                |                   |
| 10. | Paesi Bassi       | Paesi Bassi4 Emanuels, 5 Schilp, 6 de Waard, 7 van Rootselaar, 8 Esveldt, 9 te Velde, 10 Smits, 11 van Dinten, 12 van Noord, 13 van Helfteren, 14 Pieterse, 15 Kuipers, All. Ruud Harrewijn      |                   |
| 11. | Israele           | Israele4 Lassoff, 5 Daniel, 6 Gordon, 7 Henefeld, 8 Fleisher, 9 Rosenberg, 10 Lippin, 11 Shefa, 12 Jamchi, 13 Mercer, 14 Steinhauer, 15 Cohen, All. Zvi Sherf                                    |                   |
| 12. | Romania           | Romania4 Ermurache, 5 Ardeleanu, 7 Ionescu, 8 Brănișteanu, 9 Niculescu, 10 Cernat, 12 Netolitzchi, 13 Popa, 14 David, 15 Vinereanu, All. Gheorghe Novac                                          |                   |

## Premi individuali

### MVP del torneo
- Nikos Galīs[4]

### Miglior quintetto del torneo
- Playmaker:  Šarūnas Marčiulionis
- Guardia tiratrice:  Nikos Galīs
- Ala piccola:  Oleksandr Volkov
- Ala grande:  Andrés Jiménez
- Centro:  Panagiōtīs Fasoulas